# 표준국어대사전
《표준국어대사전》(標準國語大辭典)은 표준어 규정, 한글 맞춤법 등의 어문 규정을 준수하여 국립국어원에서 발행하는 한국어 사전이다.
표준국어대사전이 나오기 전에는 민간 출판사나 대학 연구소가 한국어 사전 편찬 사업을 주도해 왔으나, 기존 한국어 사전들이 표제어 표기가 불일치 하는 등 일관되지 않은 면이 있어서 국민들에게 혼란을 주었고, 이를 개선하기 위해 표준국어대사전을 편찬하게 되었으며, 92년 8월부터 99년 8월까지 예산 112억원(국고 92억원, 두산동아 20억원)을 들이고 이름난 국어학자 500여 명을 참여시켜 1999년 10월 1일 초판본이 출판되었다. 국가에서 편찬을 하는 까닭에 수정이나 새로운 말의 등재 등이 민간 사전에 비해 신중하게 이루어지는 면이 있다.
국립국어원은 기존부터 표준국어대사전 웹 서비스를 하였고, 2008년 10월 9일 한글날에 개정판이 나옴과 동시에 새롭게 단장한 홈페이지에서 표준국어대사전 개정판을 웹 서비스하고 있다. 2019년 3월 11일에 홈페이지를 개편하고, 표준국어대사전의 라이선스를 CCL BY-SA로 변경했으며, Open API를 제공하기 시작했다.

## 어휘 수
1999년 국립국어원이 펴낸 표준국어대사전에는 509,076개의 표제어가 수록되었으며, 2008년부터 국립국어원 누리집에서 온라인으로 제공하고 있는 표준국어대사전에는 2021년 기준으로 422,862개의 표제어가 수록되어 있다.

## 검색 기능
- ?를 넣어 검색: '?'에 임의의 한 글자가 들어간 단어들을 모두 보여준다.
- *을넣어 검색: '*'에 0개 이상의 글자가 들어간 모든 단어들을 보여준다.

## 비판
- 대한민국은 물론 일본조차 쓰지 않는 낱말(한자말)까지 실려 한국어에서 한자말 비중을 부풀렸다는 비판이 있다.[5][6][7][8]
- 일제가 한국어를 일본식 한자말과 일본식으로 바꿔 쓴 낱말들까지 등재되어있다.[9][10][11]
- 남북한 언어를 아우르려는 욕심에, 1992년에 나온 조선말 대사전을 그대로 베껴서 섞어냈다.[12]
- '사랑'을 이성간의 사랑으로 서술한 것이 동성애자 단체들에 의해 논란이 되고 있다.[13]
- 같은 대상을 지칭하는 순우리말 단어를 잘못된 단어로 규정하며, 한자어나 외래어로 된 같은 단어를 바른 표현으로 규정하는 경우가 많다.
- 일관성이 없이, 같은 말을 뜻하는 단어들은 하나의 단어로 이어서 뜻을 확인하라고 지시하나, 이 과정에서 또 같은 뜻을 가진 단어가 있으면 그 단어는 같은 뜻을 가진 또 다른 단어로 연결시겨놓는 경우가 많아 단어를 찾는 데 어려움이 있다.
  - 이로 인한 오류가 나기도 했다. 과거 단어 뜻 기재 방식이 '평야'라는 단어는 '들'과 같고, '들'이라는 단어는 '평야'과 같다고 서술해놓아 순환논법식 기재가 되었다. 2019년 경에는 '음란하다'와 '음탕하다'가 서로를 가리키며 같은 단어라고 한 것이 발견되기도 했다.
- 단어사전이 아닌 백과사전처럼 기술되어있는 경우도 있다. 인물을 설명할 때는 최소 4줄 이상의 설명이 들어가며 그 인물의 일대기가 적혀있다. 생물이나 인물, 과학 등의 분야에서는 단어사전보다는 백과사전의 형식을 띠었으며, 단어사전에 맞지 않게 설명이 너무 구구절절하다는 비판이 있다.

## 같이 보기
- 우리말샘
- 개방형 한국어 지식 대사전
- 한국어 기초 사전
- 한국어-외국어 학습사전
- 한국수어사전
- 겨레말큰사전
- 한국어 위키낱말사전